# Hell’s-Gate-Nationalpark
Der Hell’s-Gate-Nationalpark ist ein kenianischer Nationalpark im Süden des Naivashasees nordwestlich von Nairobi. Der 68 km² umfassende Park liegt im Großen Afrikanischen Grabenbruch (Rift Valley) auf einer Höhe von etwa 1500 m  über dem Meeresspiegel. Der Park ist vor allem für seine landschaftliche Schönheit bekannt. Sehenswert sind besonders die Hell’s Gate- oder Njorowa-Schlucht, zwei erloschene Vulkane, sowie zwei vulkanische Säulen namens Fischer’s Tower und Central Tower. Am erloschenen Vulkan Ol Karia sind drei geothermische Kraftwerke in Betrieb. Die Tierwelt ist artenreich und weist sowohl Steppen- als auch Felsbewohner auf, bedeutsam sind die Adler- und Geierfelsen.

## Geschichte
Der Hell’s Gate National Park (deutsch „Höllentor-Nationalpark“) ist nach einem schmalen Durchlass in den Klippen benannt. Dieser führt in eine „höllenartig“ anmutende Landschaft bzw. in eine tiefe Schlucht im Lavagestein, in der heiße Quellen sprudeln. In der Schlucht lag einst das Bett eines prähistorischen Sees, an dessen Ufer u. U. frühe Menschen im Rift Valley lebten. Seinen Namen „Hell’s Gate“ erhielt die Gegend im Jahre 1883 von den Entdeckern Gustav Adolf Fischer und Joseph Thomson. Anfang des 20. Jahrhunderts brach der südöstlich gelegene Vulkan Mount Longonot aus; die Asche findet sich um Hell’s Gate noch heute. Das geothermische Kraftwerk von Olkaria, das erste seiner Art in Afrika, wurde 1981 in Betrieb genommen und produziert geothermische Energie aus den heißen Quellen und Geysiren der Gegend. Der Nationalpark selbst wurde im Jahr 1984 eingerichtet. Dies war ein Wunsch der 1980 ermordeten „Löwenmutter“ Joy Adamson und erfolgte mit finanzieller Unterstützung ihres Elsa Conservation Trust.

## Geographie

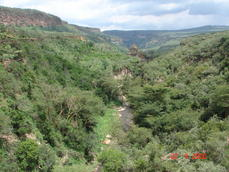
Ansicht von Hell’s Gate

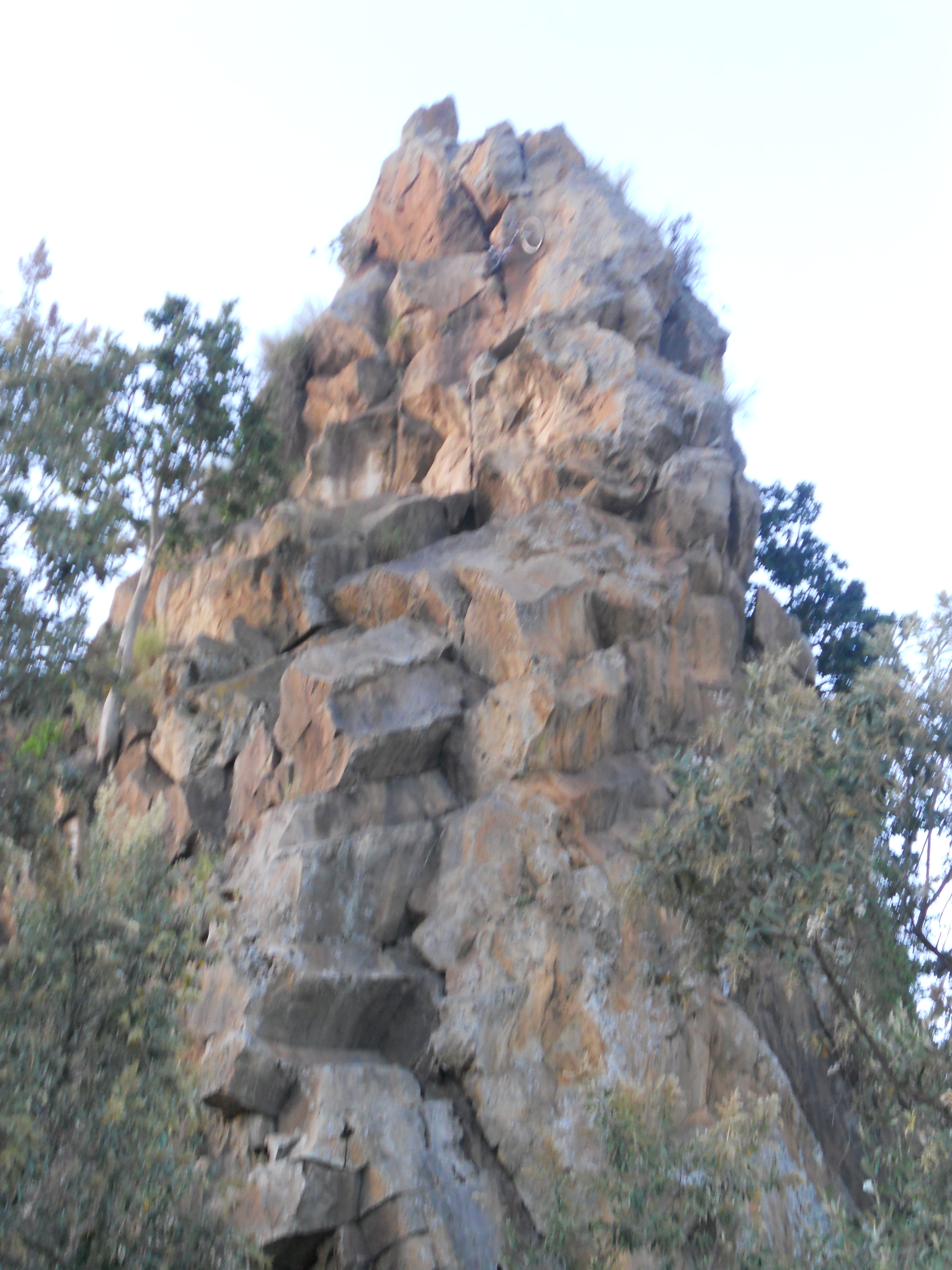
Fischer’s Tower

Hell’s Gate National Park umfasst ein Gebiet von 68,25 Quadratkilometern und ist damit ein für afrikanische Verhältnisse recht kleiner Nationalpark. Der Park liegt innerhalb des Nakuru Countys nahe dem Naivashasee und etwa 90 km von Nairobi entfernt. Der Park liegt 14 km hinter der Abfahrt von der alten Autobahn Nairobi–Naivasha. Das Klima ist warm und trocken. Ol Karia und Hobley’s, zwei erloschene Vulkane, sowie Obsidian-Formationen aus der abgekühlten Lava sind im Park zu sehen. In der Hell’s-Gate-Schlucht, umrandet von roten Klippen, haben sich zwei vulkanische Säulen, Fischer’s Tower und Central Tower, gebildet. Vom Central Tower führt eine kleinere Schlucht in südlicher Richtung; aus dieser führt ein Pfad zu einigen heißen Quellen.

## Tierwelt

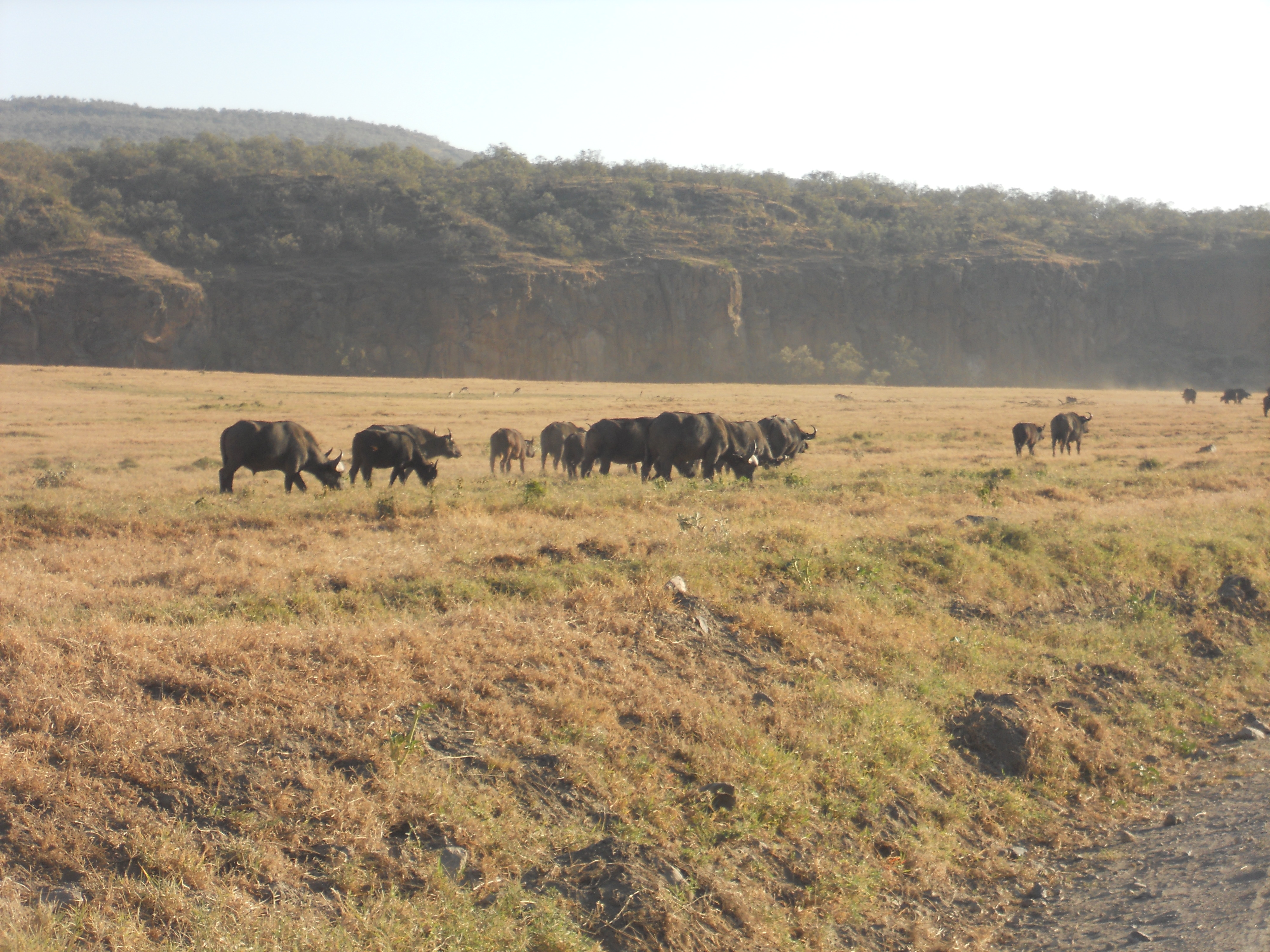
Büffel im Nationalpark

Der Park bietet vielen verschiedenen Tieren Lebensraum, wenn auch viele Arten mit nur wenigen Individuen vertreten sind. Weit verbreitet sind Afrikanische Büffel, Zebras, Elenantilopen, Kuhantilopen, Thomson-Gazelle und Paviane, auch Bergriedböcke, Klippspringer sowie Buschschliefer leben im Park. Relativ häufig können Löwen, Leoparden und Geparden beobachtet werden, auch Servale sind hier beheimatet. Im Park wurden bisher 103 Vogelarten erfasst, so z. B. Bartgeier, Sperbergeier, Kappengeier, Kaffernadler und Felsenbussard.

## Tourismus
Der Park ist wegen seiner Nähe zu Nairobi und seinen im Vergleich zu anderen Nationalparks geringen Eintrittspreisen beliebt. Hell’s Gate ist einer von zwei kenianischen Nationalparks, in denen Hiking, Fahrradfahren und Motorradfahren erlaubt ist. Im Park gibt es ein Massai-Kultur-Zentrum, das über Kultur und Traditionen der Massai informiert. Es gibt drei einfache Campingplätze im Park. Am Naivashasee finden sich mehrere Gasthäuser.

## Geothermie
Olkaria I ging 1981 als erstes geothermisches Kraftwerk in Afrika in Betrieb, heute hat es eine Leistung von 45 MW. Die neueren Blöcke Olkaria II und III liefern 105 und 12 MW. Zurzeit wird Olkaria I ausgebaut und Olkaria IV neu errichtet. Beide Anlagen sollen später je 140 MW Strom erzeugen, so viel wie kein anderes Geothermiekraftwerk in Afrika. Die Olkaria-Kraftwerke I und II sowie IV gehören der Kenya Electricity Generating Company (KenGen). Olkaria III wird von sogenannten Independent Power Producers (IPPs) betrieben.